# Jimmie Rodgers (cantante 1933)
James Frederick Rodgers, detto Jimmie (Camas, 18 settembre 1933 – Palm Desert, 18 gennaio 2021) è stato un cantante statunitense.
Per distinguerlo dal cantante di musica country Jimmie Rodgers, con cui non è correlato da gradi di parentela e che è deceduto lo stesso anno della nascita del cantante omonimo, è spesso indicato come Jimmie F. Rodgers.

## Discografia parziale
- 1957 - Jimmie Rodgers
- 1958 - The Number One Ballads
- 1958 - Jimmie Rodgers Sings Folk Songs
- 1959 - Jimmie Rodgers… His Golden Year
- 1959 - Jimmie Rodgers TV Favorites, Volume 1
- 1959 - Twilight on the Trail
- 1959 - It's Christmas Once Again
- 1960 - When the Spirit Moves You
- 1960 - At Home with Jimmie Rodgers
- 1961 - The Folk Song World of Jimmie Rodgers
- 1961 - 15 Million Sellers
- 1962 - No One Will Ever Know
- 1963 - Jimmie Rodgers in Folk Concert
- 1963 - My Favorite Hymns
- 1963 - Honeycomb & Kisses Sweeter Than Wine
- 1963 - The World I Used to Know
- 1964 - 12 Great Hits
- 1965 - Deep Purple
- 1965 - Christmas with Jimmie Rodgers
- 1966 - The Nashville Sound
- 1966 - Country Music 1966
- 1966 - It's Over
- 1967 - Love Me, Please Love Me
- 1967 - Golden Hits
- 1967 - Child of Clay
- 1969 - The Windmills of Your Mind
- 1970 - Troubled Times
- 1978 - Yesterday/Today

## Filmografia parziale
- The Little Shepherd of Kingdom Come, regia di Andrew V. McLaglen (1961)
- Back Door to Hell, regia di Monte Hellman (1964)